# سیارک ۲۵۵۷۳
سیارک ۲۵۵۷۳ (به انگلیسی: 25573 Wanghaoyu، نامگذاری:1999XT205)۲۵۵۷۳مین سیارک کشف شده است که در ۱۲ دسامبر ۱۹۹۹ کشف شد.